# Aleksandr Dereven
Aleksandr Iourievitch Dereven (russe : Александр Юрьевич Деревень) , né le 26 mars 1992 à Togliatti, est un joueur de handball russe évoluant au poste d'arrière gauche. 

## Palmarès

### Clubs
- vainqueur du championnat de Russie (2) : 2013 et 2014
- vainqueur de la coupe de Russie (2) : 2013 et 2014
- vainqueur du championnat de Macédoine (2) : 2016 et 2017
- vainqueur de la coupe de Macédoine (2) : 2016 et 2017

### Équipe nationale
- 19e place au Championnat du monde 2015
- 12e place au Championnat du monde 2017
- 14e place au Championnat du monde 2019